# 1560 en littérature
| Années de la littérature : 1557 - 1558 - 1559 - 1560 - 1561 - 1562 - 1563    |
| Décennies de la littérature : 1530 - 1540 - 1550 - 1560 - 1570 - 1580 - 1590 |

Cet article présente les faits marquants de l'année 1560 en littérature.

## Événements
- Vers 1560 :
  - les séfarades Salomon et Josef ben Itzhak Yaabetz, sont imprimeurs à Istanbul[1].
  - le franciscain Pierre d'Alcántara (1499-1562) écrit vers 1560 un traité de l’oraison et de la méditation[2].

## Parutions
- Entre le 15 mars et le 23 juin : publication anonyme à Strasbourg du pamphlet de François Hotman Epître au Tigre de France, contre le cardinal de Lorraine, rédigé après la Conjuration d'Amboise[3].
- 18 juin : achevé d'imprimer de la première édition des Histoires prodigieuses de Pierre Boaistuau, publié à Paris chez Jean Longis et Robert le Mangnier[4],[5].
- 2 décembre : achevé d'imprimer de la première édition collective des œuvres de Ronsard, publiées par Gabriel Buon à Paris[6].

- Publication posthume du Discours au Roi sur la poésie de Joachim du Bellay[7].

## Naissances
- Aegidius Albertinus (de), écrivain allemand de la Contre-Réforme († 1620)

## Décès
- 1er janvier : Joachim du Bellay, poète français (né en 1522).
- 19 avril : Philippe Mélanchthon, érudit humaniste, philosophe et réformateur protestant allemand, né le 16 février 1497.